# Halles-sous-les-Côtes
Halles-sous-les-Côtes è un comune francese di 153 abitanti situato nel dipartimento della Mosa nella regione del Grand Est.

## Società

### Evoluzione demografica
Abitanti censiti